# 三菱Challenger
三菱Challenger（日语：三菱・チャレンジャー）乃日本三菱汽車自1996年起開發製造的中型運動型多用途車。

## 概要
1990年代日本車壇掀起一股RV風潮，眼見搭上這股風潮的大型SUV三菱Pajero銷量大幅度增長，原廠遂於1996年推出此一中型SUV車種以補足產品線。車名「三菱Challenger」主要使用於日本、臺灣及部分國家地區，中國則稱作「三菱帕杰羅速跑」。因為此車種以外銷為主，自第三代以降將車名固定成「三菱Pajero Sport/Montero Sport/Shogun Sport」，不再使用Challenger之名。

## 歷史

### 第一代K94・96・99W/94・97WG系（1996年 - 2011年）
1996年 - 7月正式在日本當地上市，底盤沿用第二代Pajero的非承載式車身設計（梯形車架），動力來源共有2.5L直列四缸SOHC 4D56T型渦輪增壓柴油引擎、2.8L直列四缸SOHC 4M40型渦輪增壓柴油引擎、3.0L V型六缸SOHC 6G72型等三種引擎，配合INVECS-II型四速自手排或五速手排變速箱。驅動方式採用自家研發的超選四輪驅動（機械式），在高速及低速傳動範圍提供2H、4H、4HLc及4LLc等四種驅動模式；部分低階車型則配置名為「Easy Select 4WD」的分時四驅系統，可讓駕駛人選擇切換「Hi」和「Low」兩種四輪驅動模式。懸吊系統為前輪獨立雙A臂、後輪三連桿圈狀彈簧，前輪為碟煞，後輪則是外碟內鼓式煞車。附有加速度感測器的多模式ABS防鎖死煞車系統在差速器鎖止時ABS依然可以作動，因而所有路況下可防止輪胎鎖住，實現可靠的煞車、車輛穩定性及轉向性。
1997年 - 8月日本市場實行小改款，汽油引擎改成3.5L V型六缸DOHC GDI 6G74型，並搭配INVECS-II型五速自手排變速系統，柴油引擎則廢除2.5L直列四缸SOHC 4D56T型，僅保留2.8L直列四缸SOHC 4M40型渦輪增壓柴油引擎。
1999年 - 6月日本市場實施第二度小改款，更換水箱罩、大燈、前後保桿之設計，動力心臟僅保留3.5L V型六缸DOHC GDI 6G74型汽油引擎，故整合成「X」和「XR」二種車型。車室改成雙色內裝，全車系改為附有中央差速器的全時四輪驅動。
2001年 - 6月隨著三菱Airtrek上市，該車款在日本正式停產。
2003年 - 原廠授權給中國北京吉普汽車將該車款國產化，並於3月14日正式發售「三菱帕杰羅速跑BJ2025」。動力心臟分成2.4L直列四缸SOHC 4G64型及3.0L V型六缸SOHC 6G72型等二種引擎，按配備多寡分成「GLX2.4」、「GLS3.0」、「GLS3.0A」等三種車型。其中頂級「GLS3.0A」車型配置INVECS-II型四速自手排變速箱，其餘車型則是五速手排變速箱。同年3月隨著三菱Endeavor的推出，三菱Montero Sport正式在北美洲停產。
2005年 - 8月8日北京吉普汽車重組為「北京奔馳-戴姆勒·克萊斯勒汽車有限公司」（北京奔馳汽車前身），並將帕杰羅速跑的生產線移往北京汽車製造廠遵義工廠，直到2008年為止正式停產。
2011年 - 帕杰羅製造正式停產專門外銷的第一代Pajero Sport ，總生產數量為614,505輛。

#### 獲獎紀錄
第一代Challenger曾獲得1996年度優良設計獎。

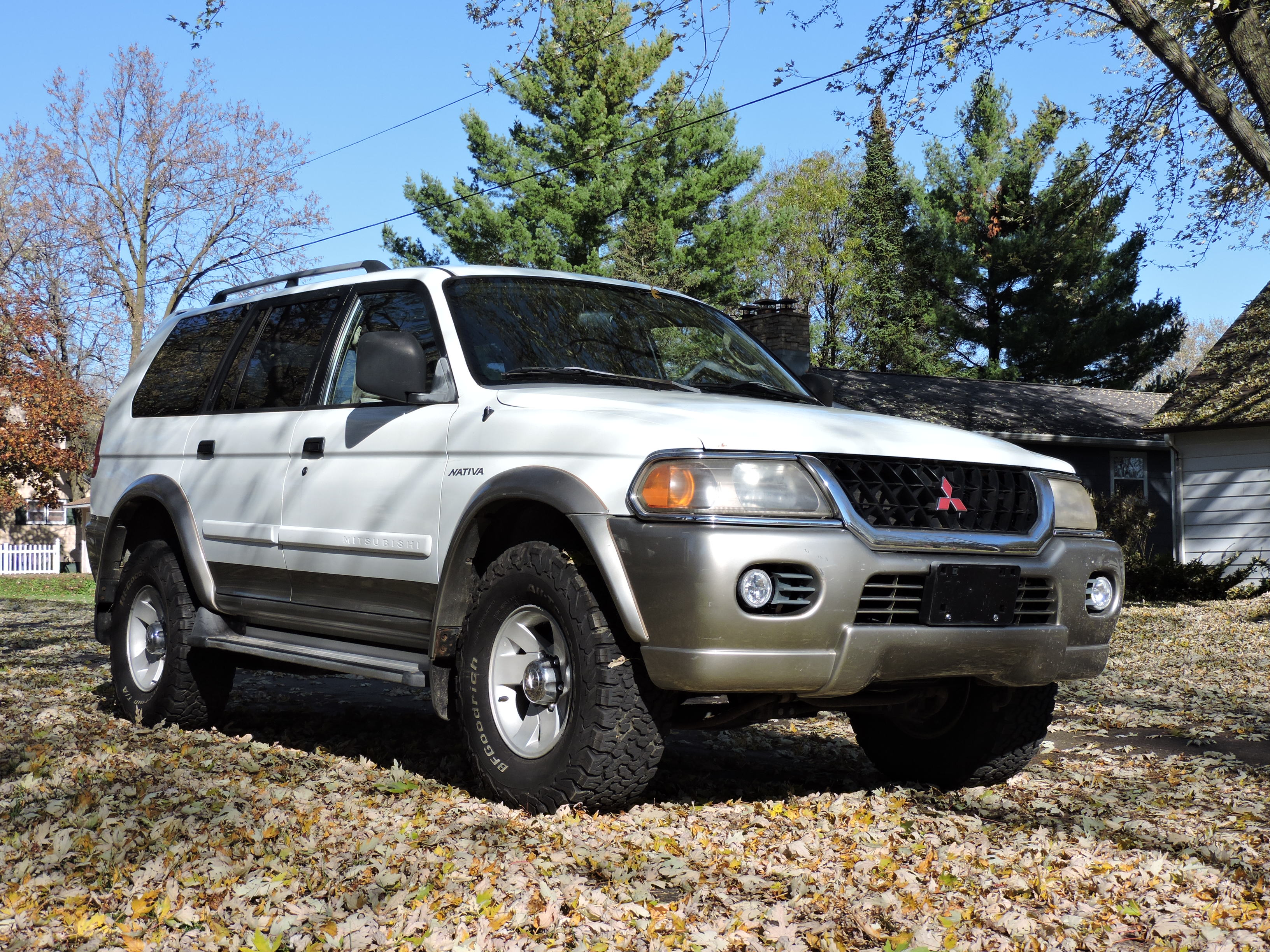
三菱Nativa
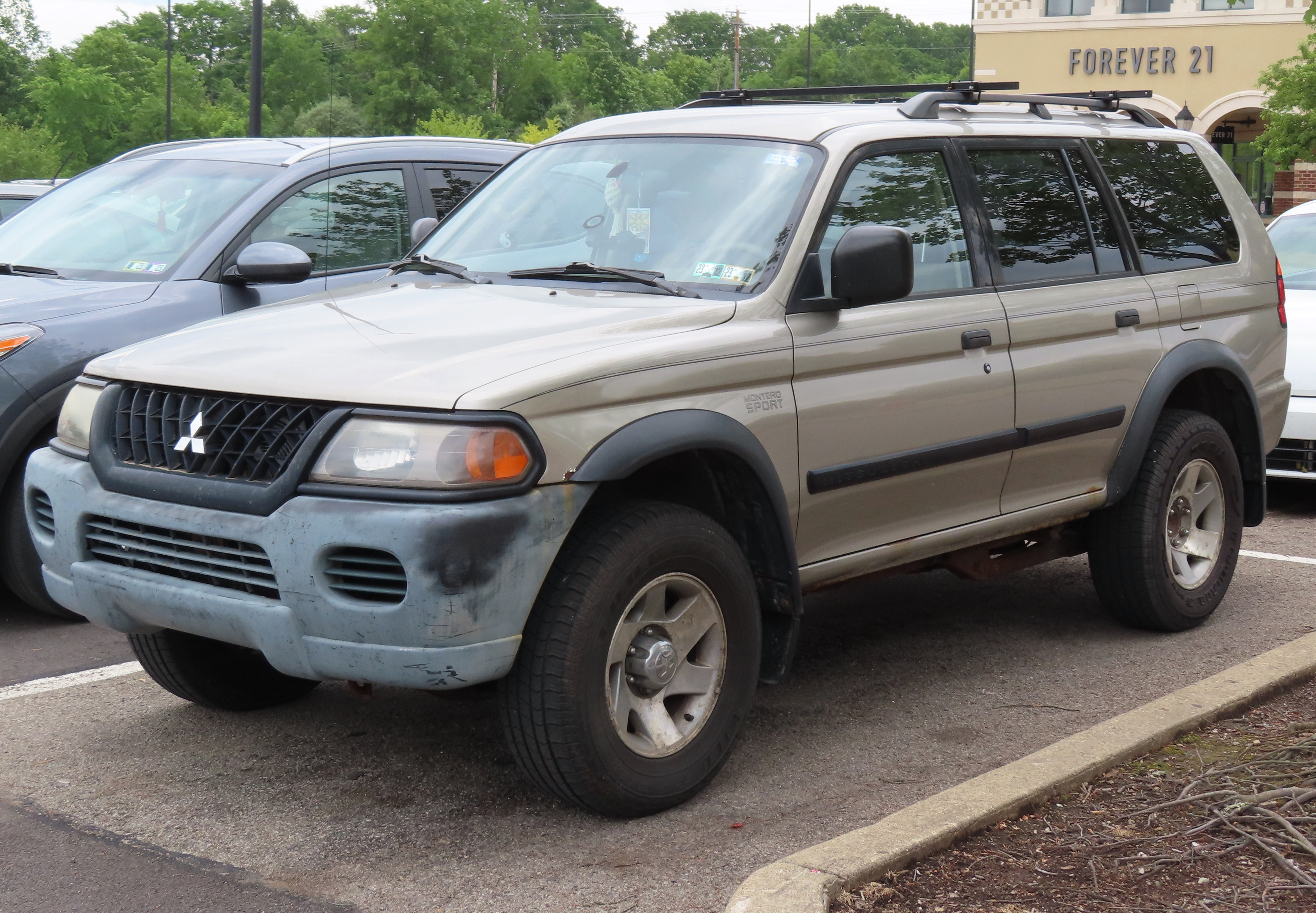
三菱Montero Sport車頭
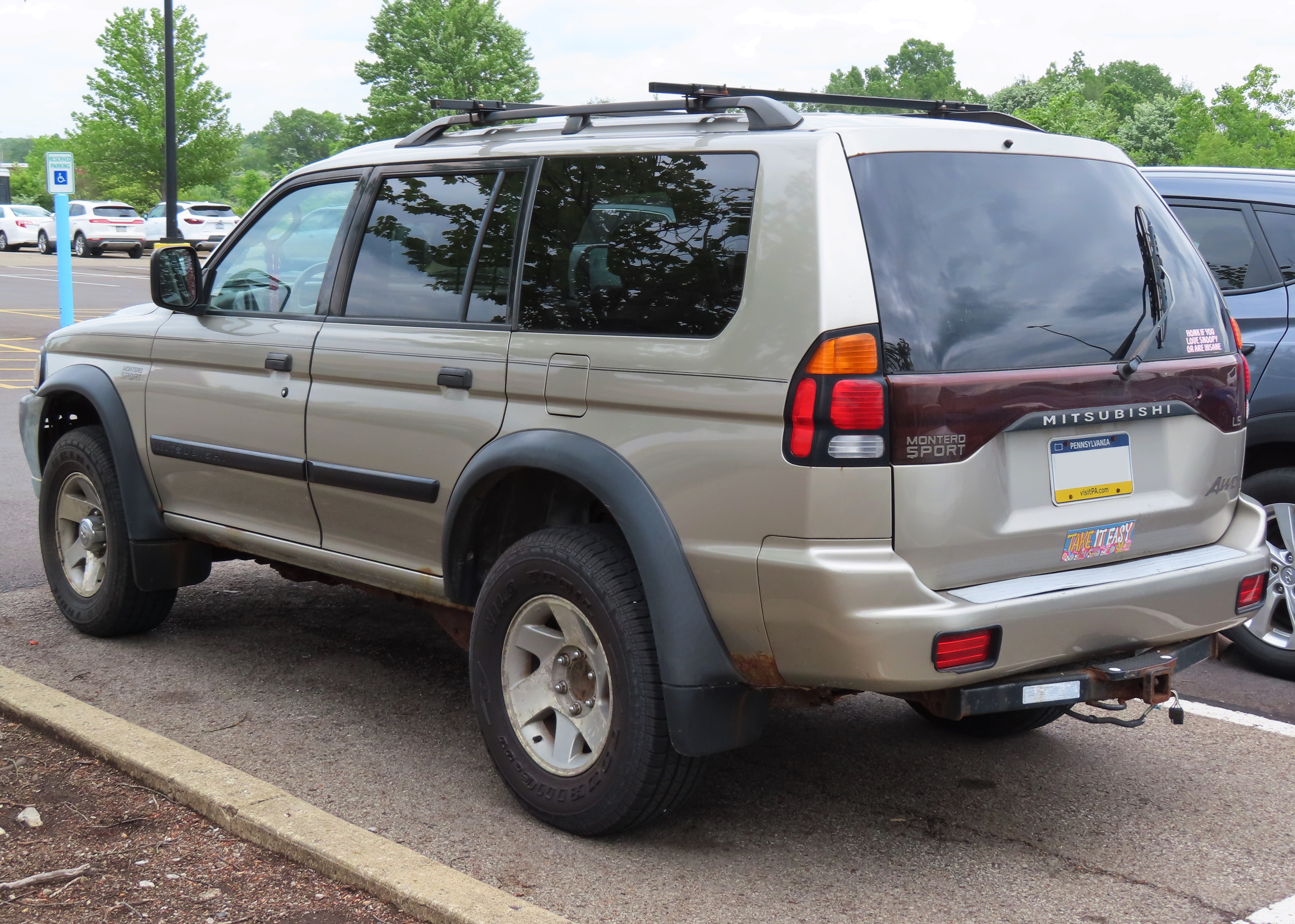
三菱Montero Sport車尾
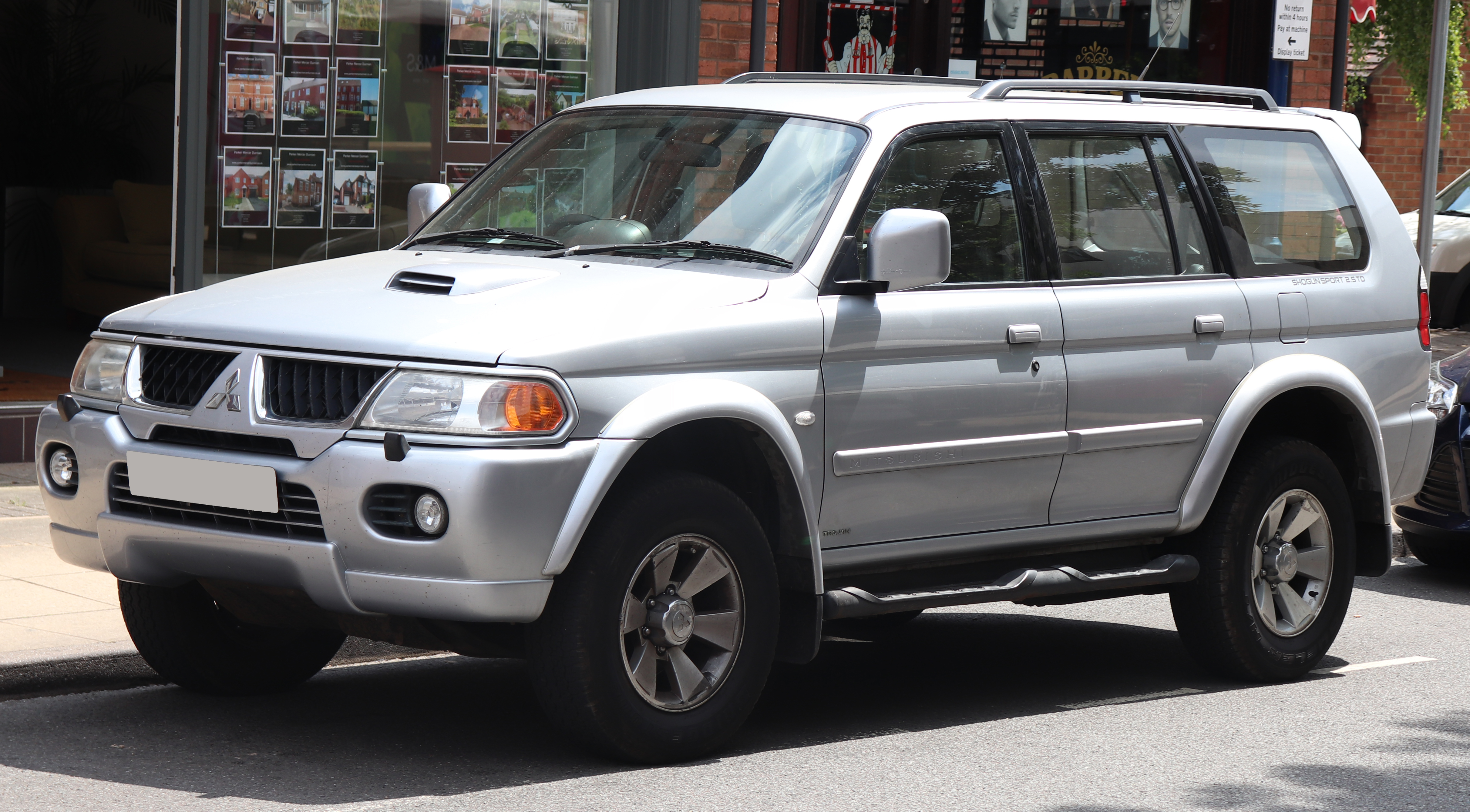
三菱Shogun Sport車頭
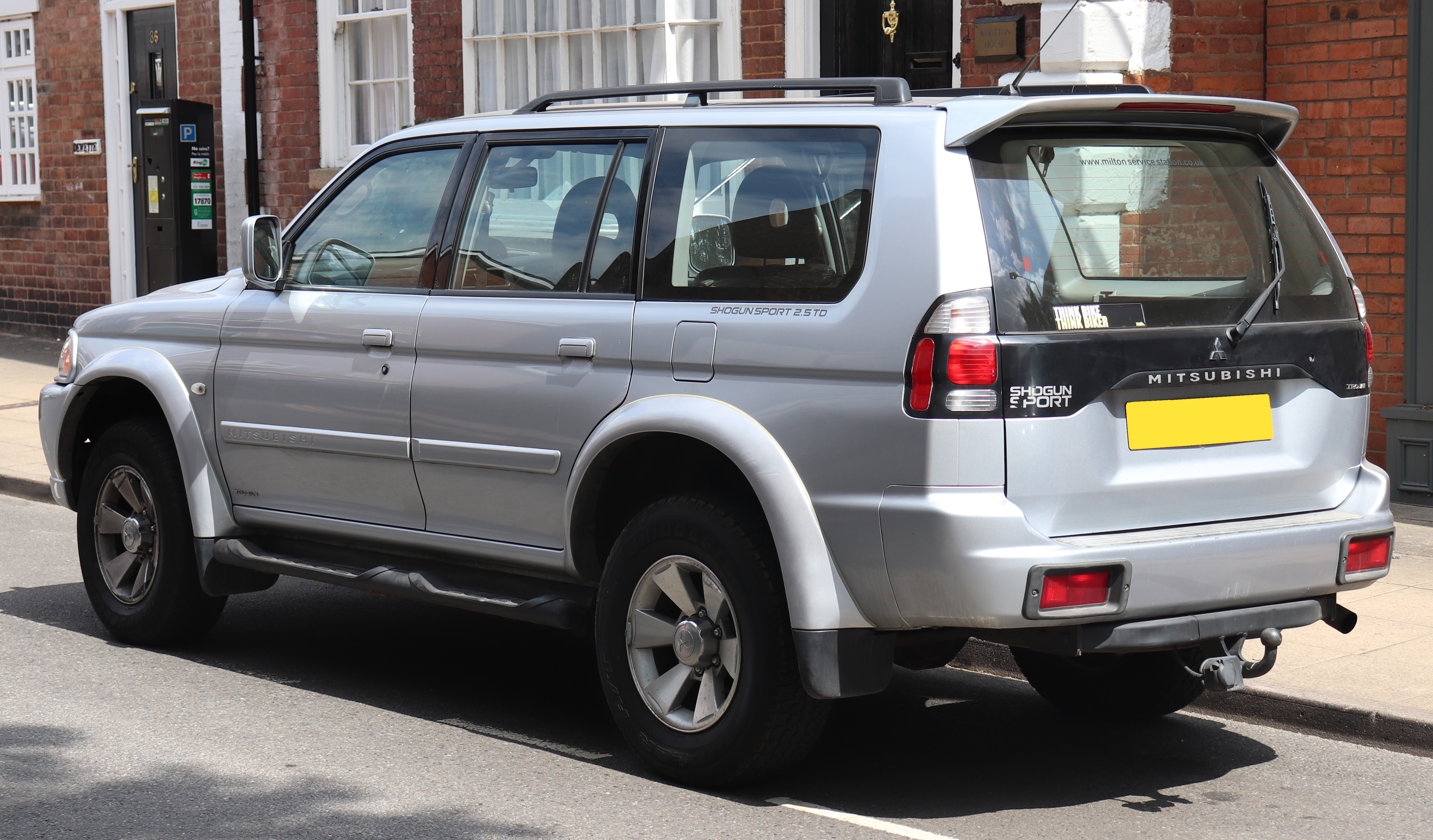
三菱Shogun Sport車尾
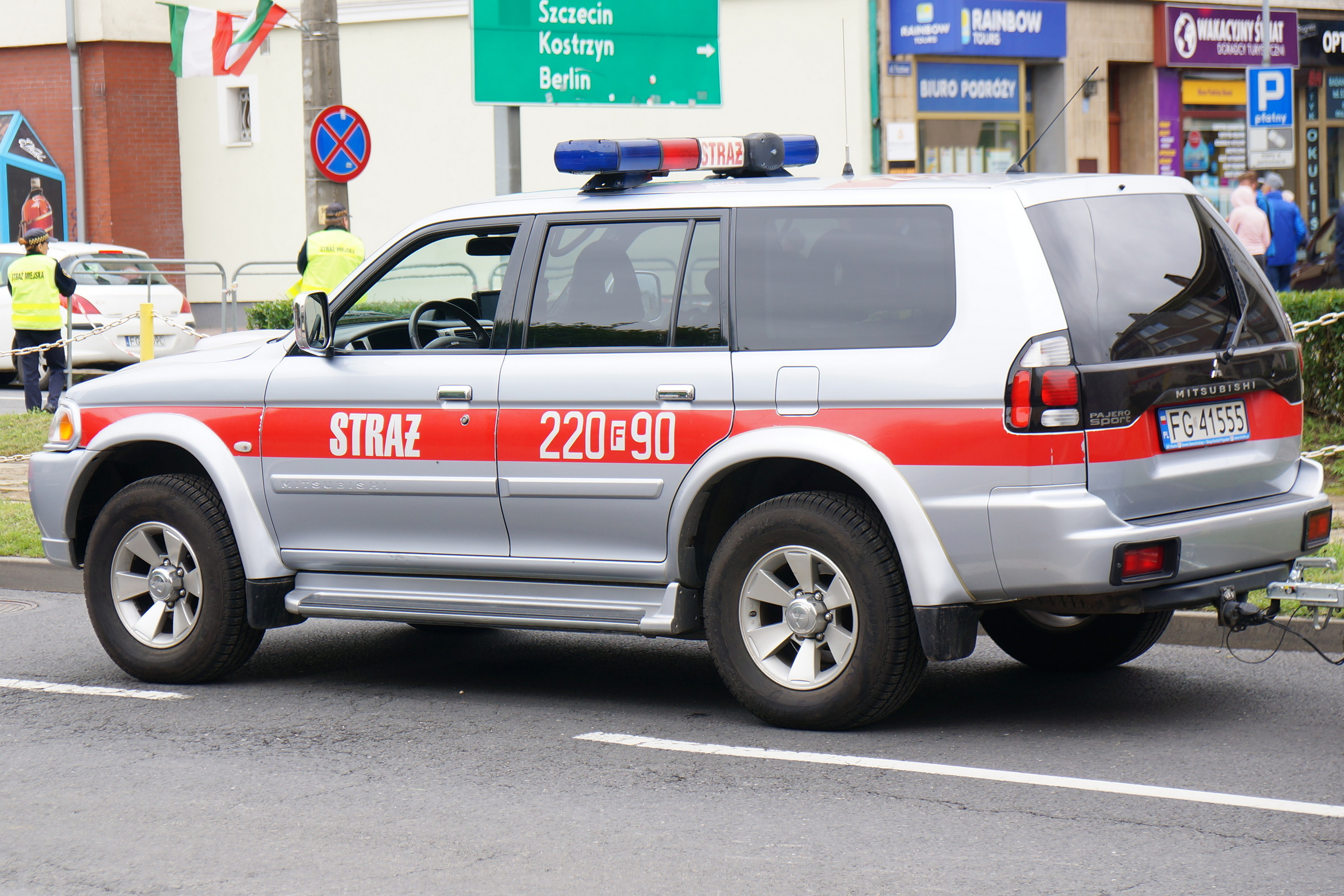
攝於波蘭
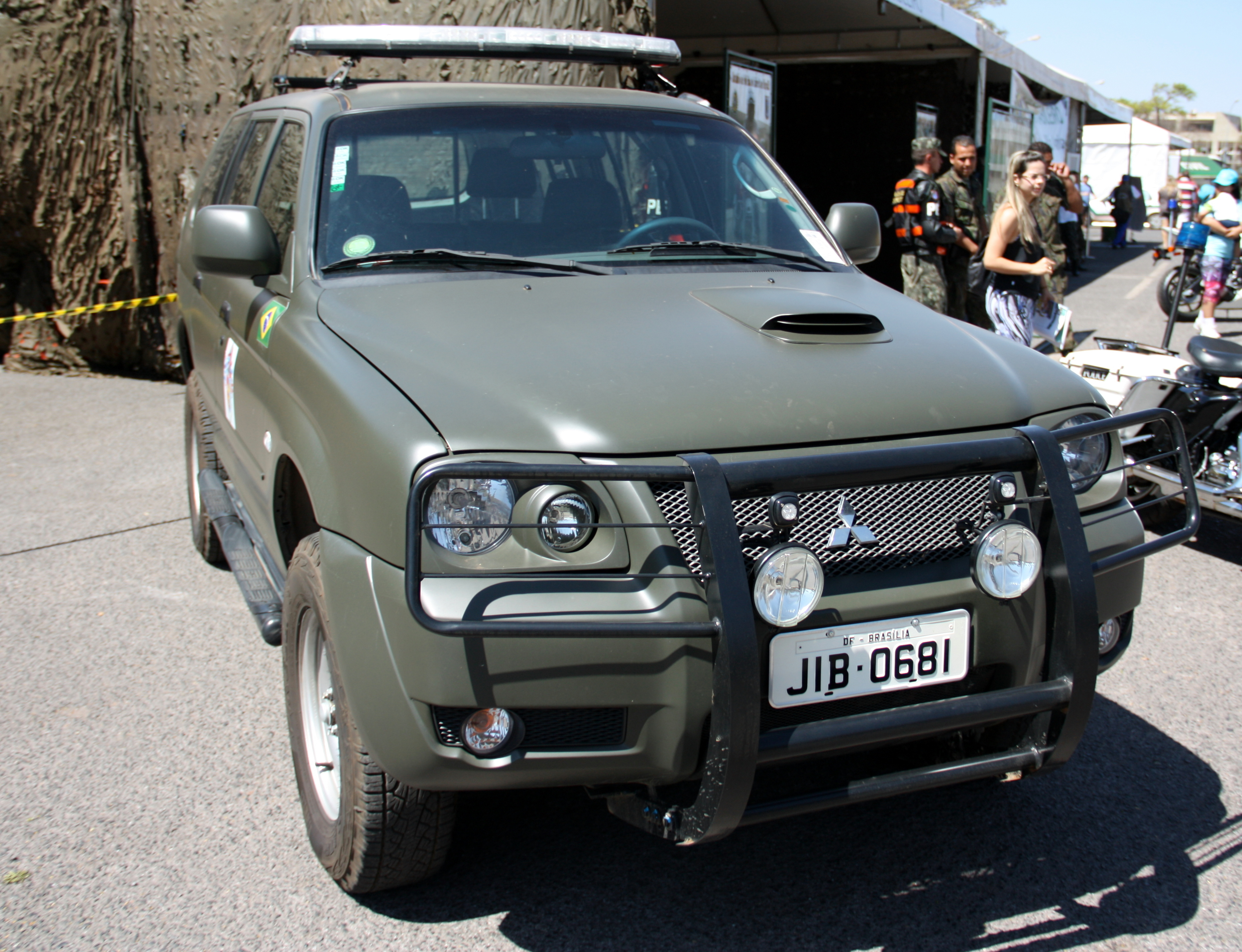
攝於巴西

### 第二代KG・KH・PBK94系（2008年 - 2016年）
2008年 - 原廠於8月26日開幕的莫斯科國際車展公開大改款的第二代Pajero Sport，流用第四代三菱Triton的非承載式車身（梯形車架），車室內裝採用沉穩的木紋飾板。稍後9月5日在泰國公開的版本則使用運動化的銀色內裝飾板，2WD採用前置前驅的方式，4WD則使用第二代超選四輪驅動。2WD車型搭載2.5L直列四缸DOHC 4D56T型渦輪增壓柴油引擎，4WD車型則為3.2L直列四缸DOHC 4M41型渦輪增壓柴油引擎。車身配置分成入門二排五人座與頂級三排七人座等，其中第二排座椅可前後滑移150mm。該車款之離地淨空高度是215mm（Pajero長軸版為225mm），前進角達36度（Pajero長軸版為36.6度），離去角和Pajero同為25度，23度的跨越角則比Pajero的22.5度表現更佳，因此越野能力基本上和Pajero可說是旗鼓相當。同年10月進入菲律賓市場，採用3.2L直列四缸DOHC 4M41型渦輪增壓柴油引擎搭配INVECS-II型四速自手排變速箱。
特別要注意的是，第二代Challenger並未在日本市場發售，而是專門做為外銷之用。
2009年 - 4月引進馬來西亞市場，同樣由泰國三菱製造供應。
2011年 - 8月原廠授權給孟加拉國營企業普拉戈蒂組裝製造該車款，雖然年銷售量目標區區僅有500輛之譜。同年9月18日開幕的成都國際車展上，三菱中國銷售分公司宣布首度以整車進口之方式引進第二代Pajero Sport三排七人座車型，命名為「三菱帕杰羅勁暢」。裝配3.0L V型六缸SOHC MIVEC 6B31型引擎，配合INVECS-II型五速自手排變速系統後可輸出最大馬力220hp / 6,250rpm、峰值扭力28.7kg·m / 4,000rpm。除了超選四輪驅動之外，並標配ASTC主動式穩定防滑控制系統，另有Pioneer衛星導航整合多媒體系統附6.2吋TFT觸控液晶螢幕。
2012年 - 三菱在印度投資的印度斯坦汽車自6月份起，以CKD全散裝料之方式在該地組裝第二代Pajero Sport，動力心臟為2.5L直列四缸DOHC 4D56T型渦輪增壓柴油引擎。2018年7月9日曾推出「Splash」特仕車，具備PA、PB、PC三款不同的配色形式，每款又各自有5種車色搭配，不過2019年卻宣告停產。
2013年 - 中國廣汽三菱在8月30日的成都車展公開國產化的第二代三菱帕杰羅勁暢，並宣布正式上市，按配備多寡分成2.4L舒適版（前驅）、3.0L豪華版（前驅）、3.0L旗艦版（四驅）等車型。

#### 突發性非預期加速問題
2011年部分菲律賓車主表示他們的第二代Montero Sport出現汽車暴衝狀況而導致損毀意外，然而同年9月菲律賓三菱汽車發表聲明回應，他們針對該車款的電路系統進行測試但並未發現任何異狀，且認為有可能是人為操作失誤所造成的。於是這群車主計畫對該公司提起集體訴訟，菲律賓共和國貿易與工業部成立一個別調查小組，針對2011至2015年間的意外與投訴進行調查，並將建議召回該車款或全面禁止其在該國銷售。

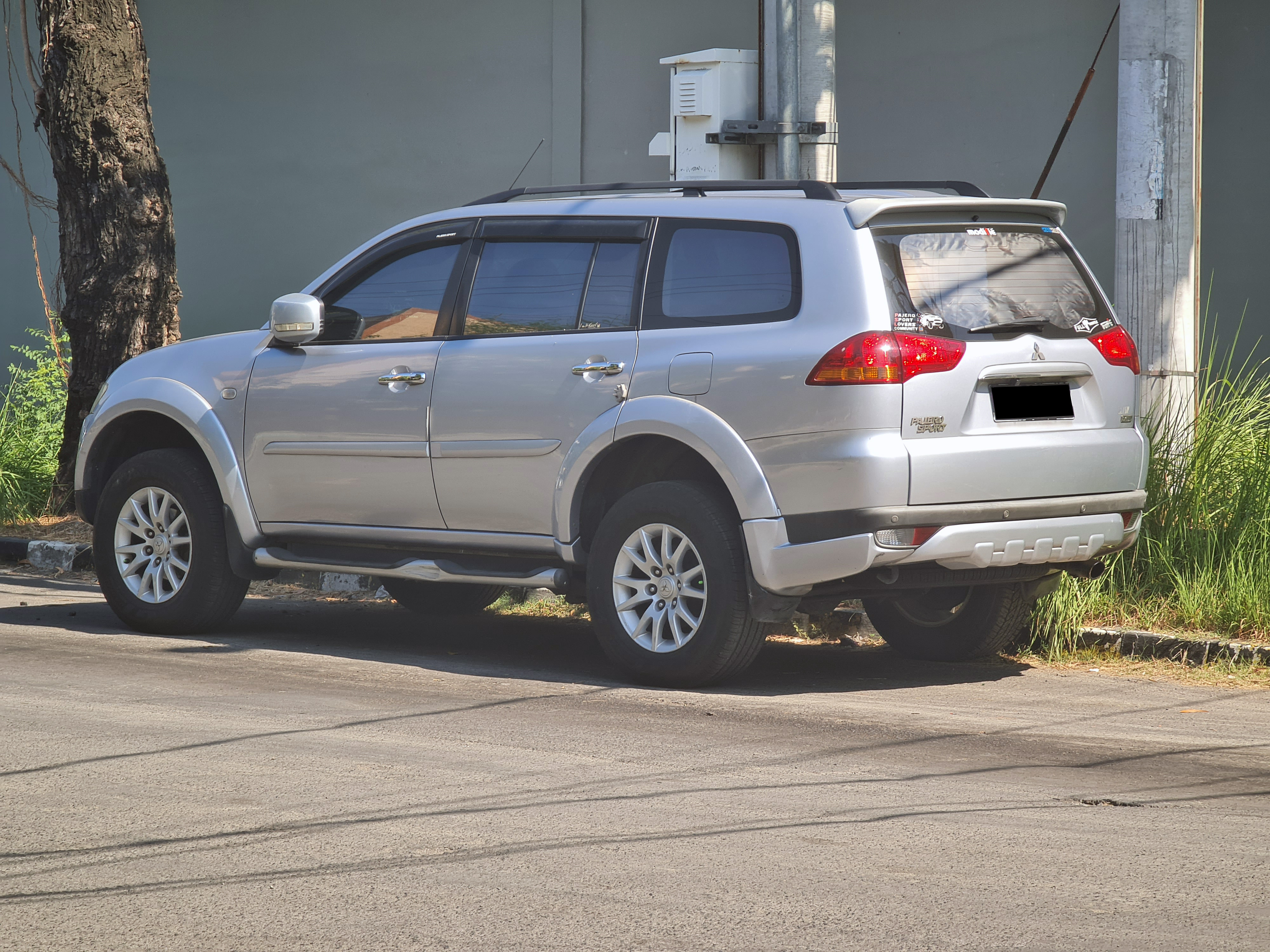
前期型車尾，攝於印尼
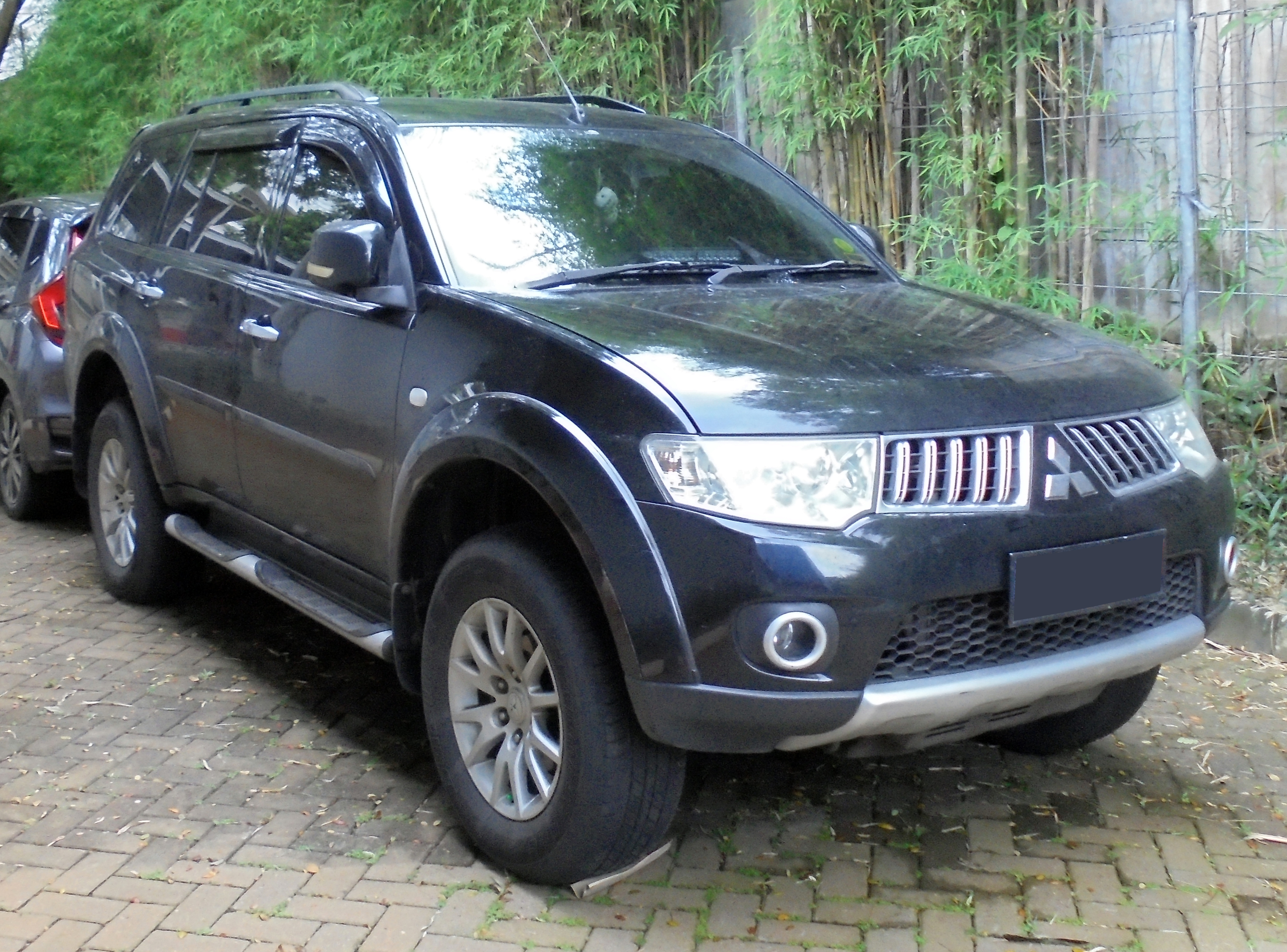
前期型車頭
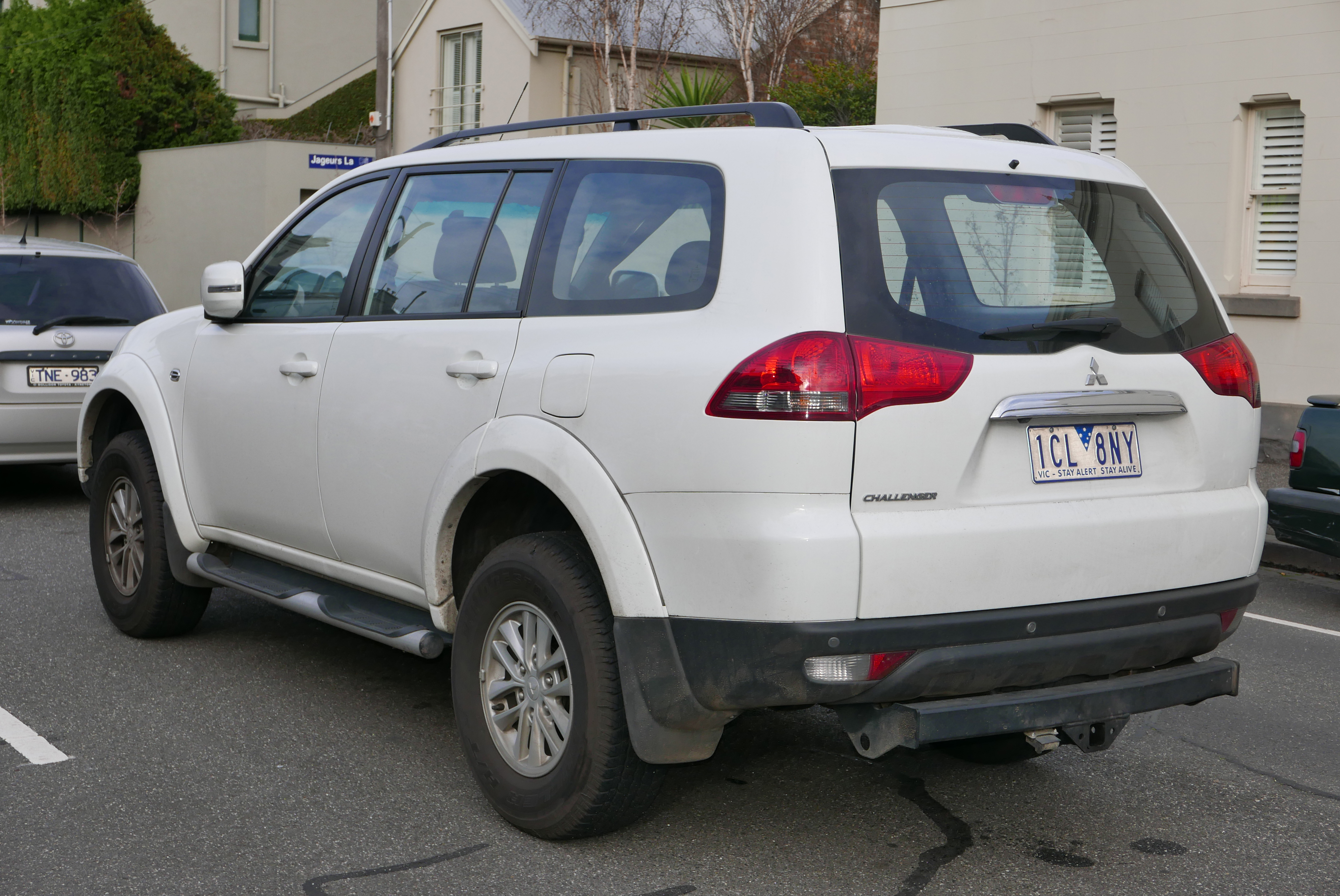
後期型車尾，攝於澳洲
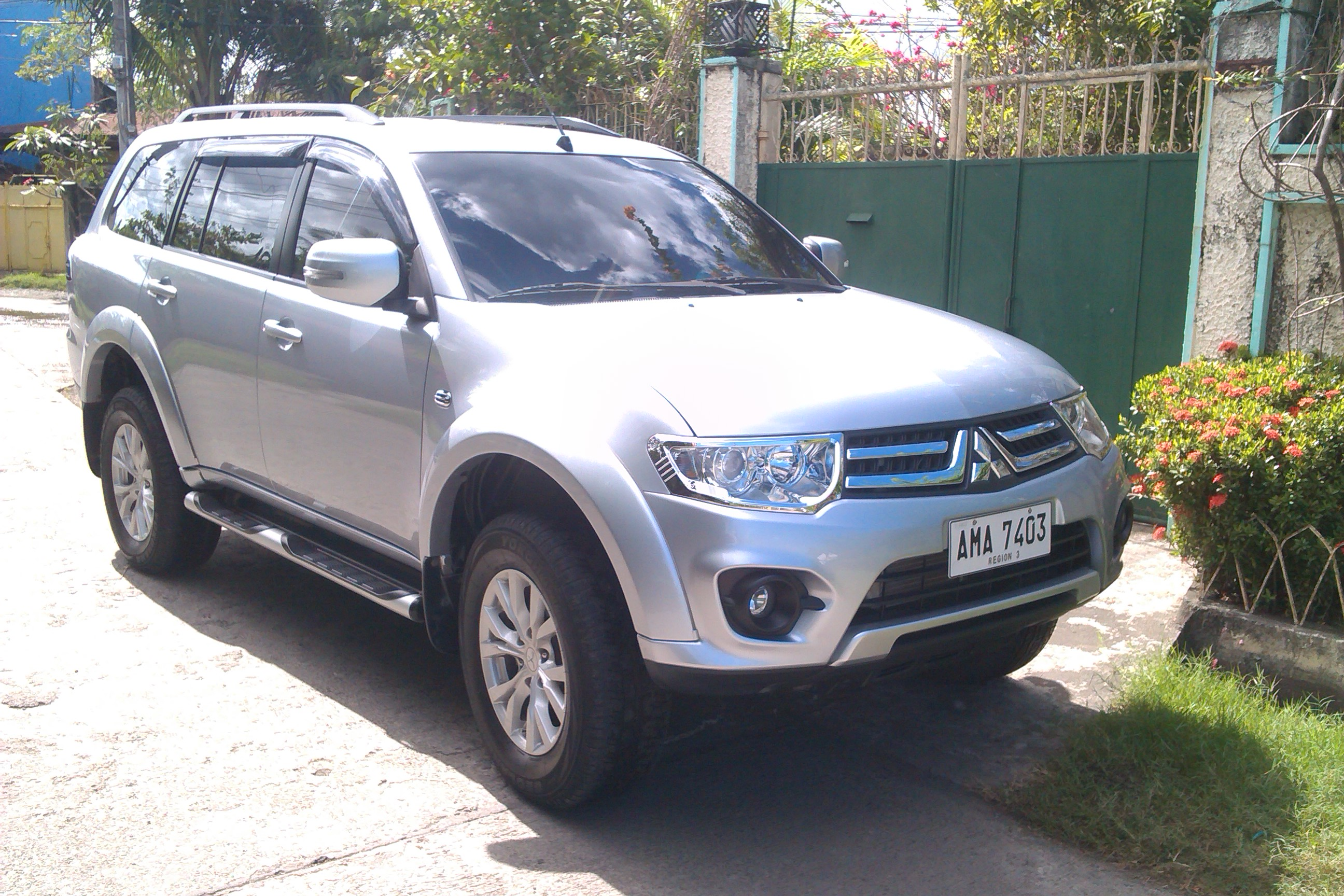
後期型車頭，攝於菲律賓

### 第三代KR・KS・QE・QF系（2015年迄今）
2015年 - 8月1日大改款的第三代Pajero Sport於泰國率先上市，之後再登陸澳洲、非洲、拉丁美洲、俄羅斯，以及印尼、菲律賓、馬來西亞、緬甸……等東協國家販售。採用來自第五代三菱Triton的底盤平台，車頭導入家族特徵「Dynamic Shield」之造型設計，內裝方面與上一代的差異在於高階車型配有多功能方向盤、大型液晶螢幕、液晶顯示雙區恆溫空調、電子式手剎車、後車頂吸頂式大型顯示螢幕等。新開發的2.4L直列四缸DOHC MIVEC 4N15型渦輪增壓柴油引擎具備減速動能回收功能，渦輪本體具備可變幾何設計，配合愛信精機供應的八速TL-80SN/TL-80NF型手自排變速箱可輸出最大馬力181hp / 3,500rpm、扭力峰值43.8kg·m / 2,500rpm。按照配備多寡分成「GLS-LTD」、「GT」及「GT-Premium」三種車型，其中頂規「GT-Premium」具備第二代超選四輪驅動系統，可透過排檔座後方的旋鈕，按照路面狀況調整成2H、4H、4HLc及4LLc等四種模式。
2016年 - 7月19日澳洲三菱宣布「GLS」、「Exceed」兩車型升級第三排座椅之設定（原先僅有二排5人座而已），並將真皮座椅、第三排座椅可收納機構（50：50或橫躺）、第三排座椅頭枕高度可調列為標準配備。
2018年 - 4月24日印尼三菱推出限量的「Rockford Fosgate Limited Edition」特仕車，除了包含7具揚聲器的Rockford Fosgate音響配備外，還有空力套件、Rockford Fosgate銘牌、18吋輪圈、車尾鍍鉻飾管等配備。
2019年 - 英國三菱於2月22日推出商用版的Shogun Sport，內裝方面移除後座，營造出長1,920mm、寬1,000mm、高1,040mm的空間，總容量1,488公升、最大載重605公斤。此外車尾最重可拖3.1公噸，車頂可載至多80公斤；然而其過高的售價受人詬病。
同年7月25日泰國三菱實施小改款，並陸續外銷至包含菲律賓與澳洲等90個國家地區。外觀上仍舊延續Dynamic Shield家族設計風格，但水箱護罩、頭燈組、前保桿之設計經過更新，並刻意在保桿兩側置入大型方向燈及霧燈組。車尾部份則以新造型LED光條尾燈組搭配擾流尾翼，頂級車型甚至有遠端遙控功能的電動尾門，可以手機APP操控藍牙之方式啟閉。內裝的部分舊款雙環式儀表換成8吋彩色液晶螢幕顯示，中控台螢幕主機亦升級成8吋，中央鞍座增加更多置物空間且具備可拆式托盤，後座多了一個AC 150W電源插口。在安全配備的部分，除了原有的七具安全氣囊、ESC車身動態穩定系統、FCM主動式智慧煞車輔助系統、ACC主動巡航控制系統、USM誤加速抑制系統，另追加LCA車道變換輔助系統及RCTA後方車流警示系統。
2020年 - 中國廣汽三菱自泰國進口小改款的第三代三菱帕杰羅勁暢，以3.0L V型六缸SOHC MIVEC 6B31型引擎搭配八速TL-80SN/TL-80NF型手自排變速箱，分成5人或7人座，頂級車型具備第二代超選四輪驅動系統。
2021年 - 三菱旗下的性能改裝子品牌Ralliart推出外觀套件，包含前後保險桿紅色飾條、黑色尾翼及車頂、更加突出的輪拱、擋泥板、車內地毯和車身彩繪貼紙，但引擎性能與底盤懸吊都沒有任何升級。
2022年 - 12月13日澳洲三菱實行部分改良，「GLS」以上的車型悉數標配胎壓偵測系統，並提供藍色新車色。頂規「GSR」車型黑色全車空力套件外，並提供專屬酒紅色車身配黑色車頂的雙色組合。
2024年 - 3月18日泰國實施第二度小改款，更新成六角形水箱護罩及前後保桿，「Elite Edition」車款備有全車黑化套件與18吋黑色鋁圈，內裝升級成搭載8吋數位儀表搭配8吋觸控式螢幕的全新駕駛介面，後者也支援蘋果CarPlay、Android Auto功能，另可加價選購12.1吋吸頂式後座螢幕。2.4L直列四缸DOHC MIVEC 4N15型渦輪增壓柴油引擎重新調校之後，可提供184ps的最大馬力，峰值扭力則達43.9kg·m。同年5月1日澳洲三菱亦宣布實行第二度小改款，換上蜂巢造型的水箱護罩及新造型的18吋鋁圈，新增二種車色塗裝，以往「GSR」車型獨有的燻黑頭燈成為全車系標配。內裝方面導入和新款第五代三菱Triton相同的三幅式方向盤，高規「Exceed」和「GSR」車型配備8吋數位儀表板，「GSR」車型選用縫線點綴的酒紅色和黑色合成皮革座椅，並結合深色鈦金屬飾條。停止供應前置後驅車型，只剩下4WD車型。

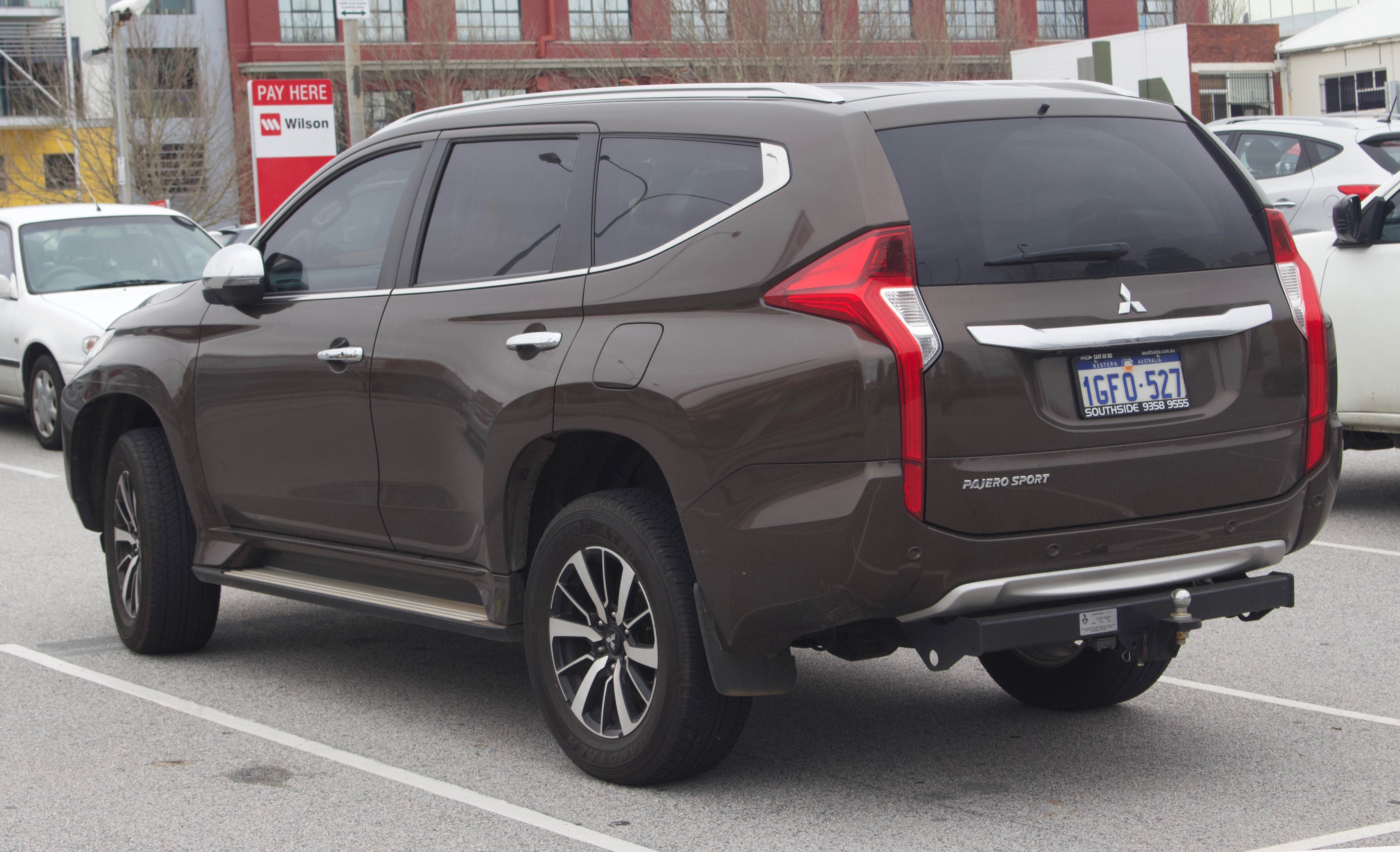
前期型車尾
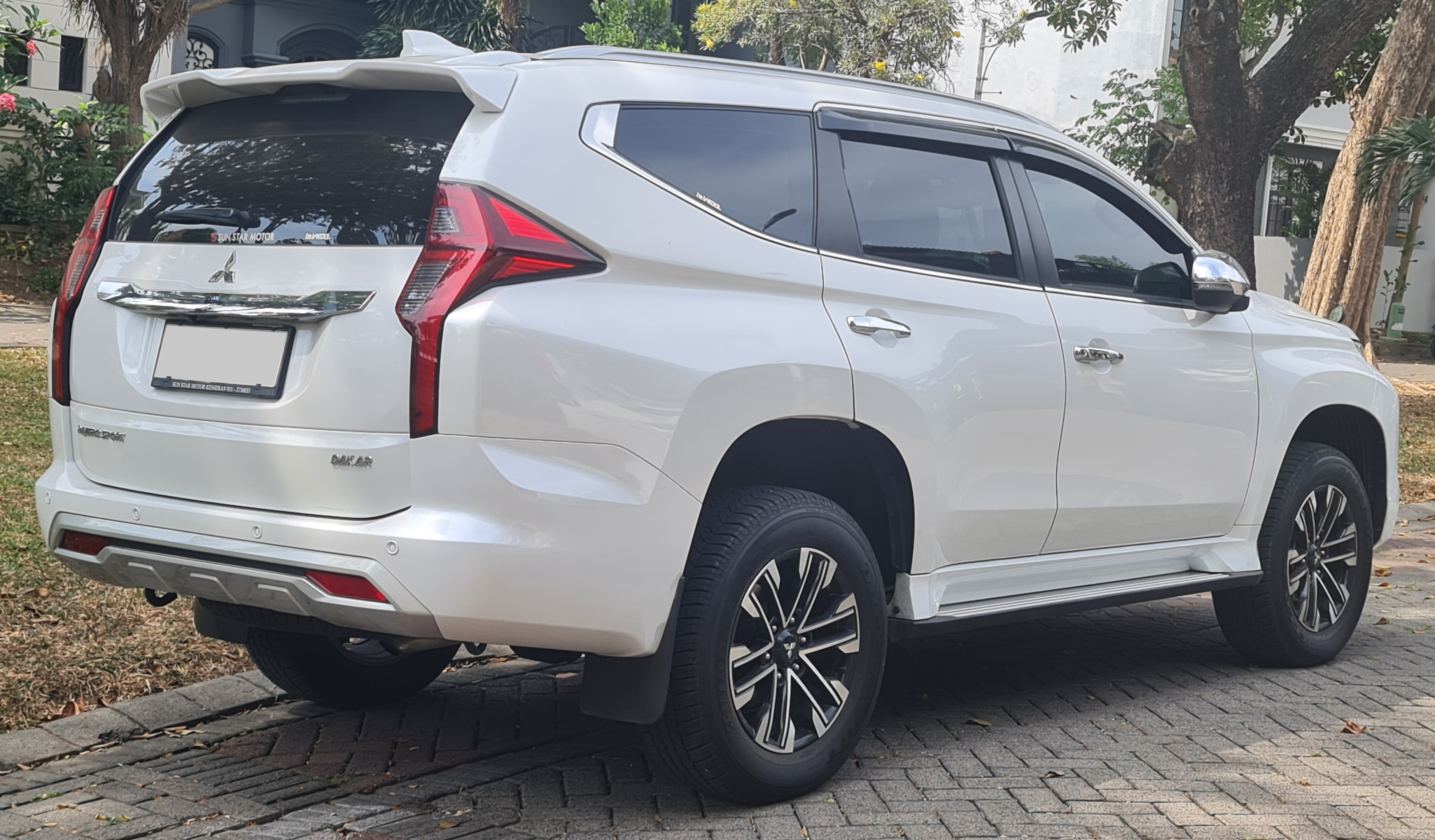
後期型車尾
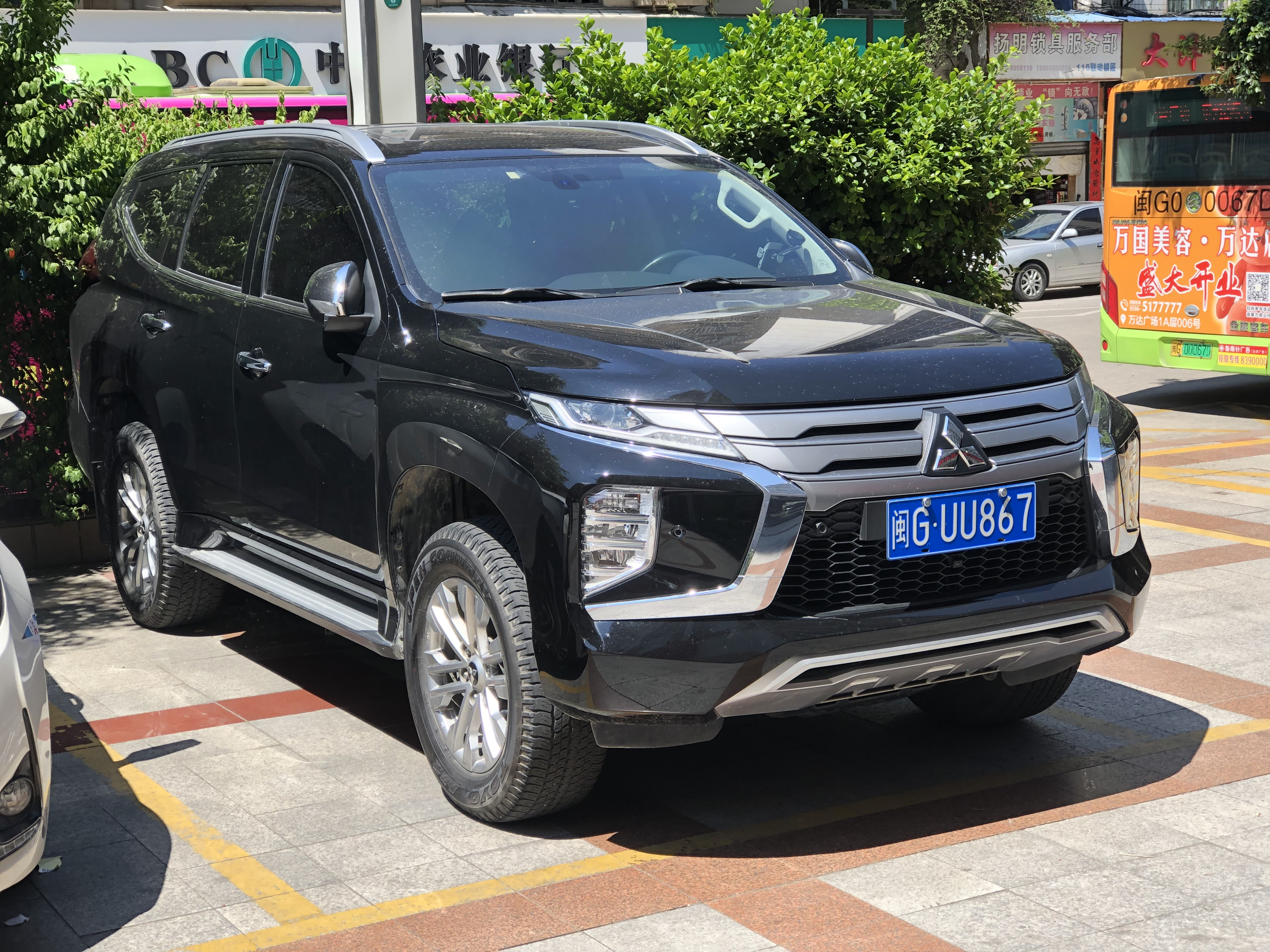
攝於中國福建省三明市
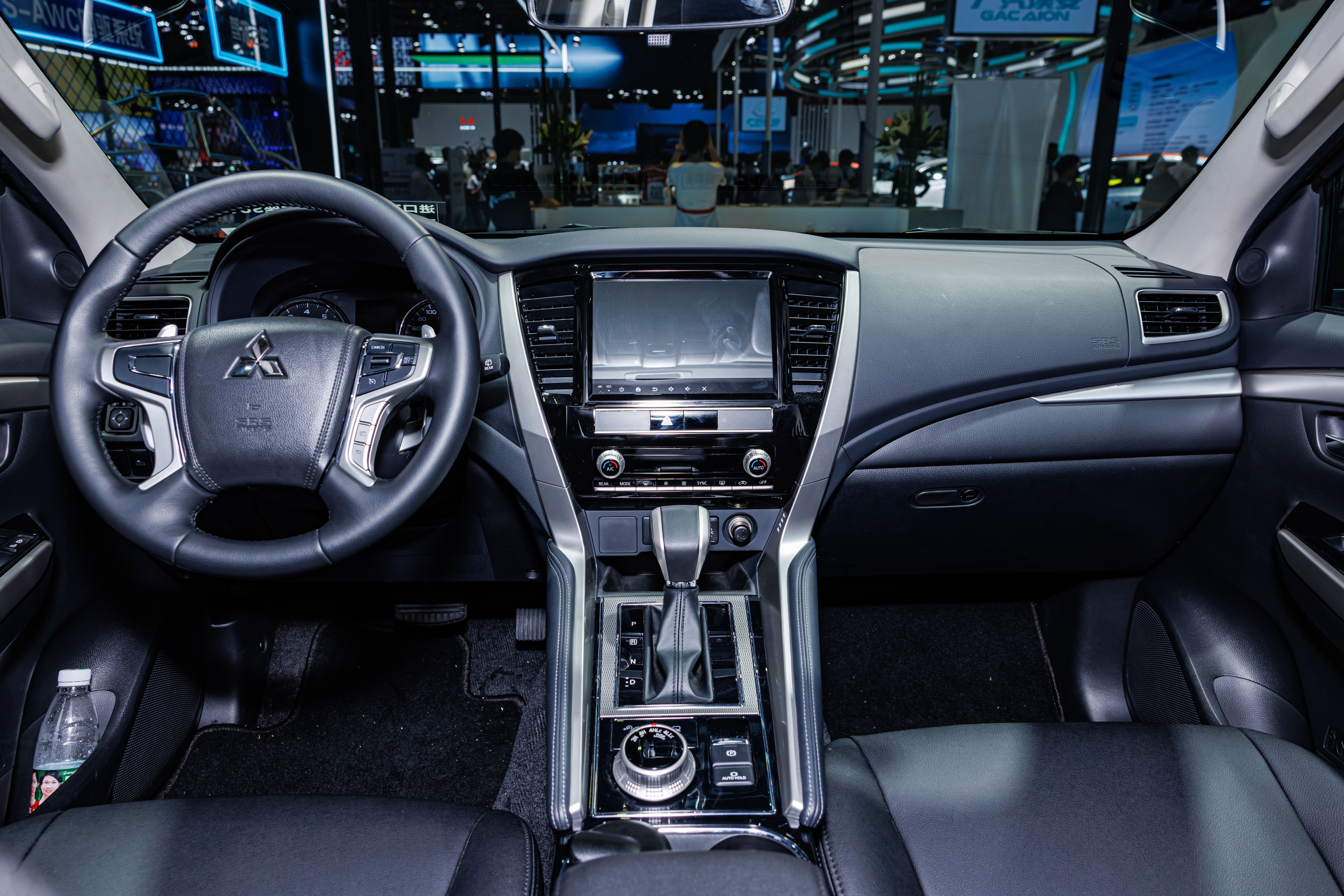
左駕版內裝

## 外部連結
- 中國官方網站 （页面存档备份，存于）
- （日語）名車文化研究所：三菱・チャレンジャー （页面存档备份，存于）